# Зембже
Зембже (пол. Zembrze, нім. Zembern) — село в Польщі, у гміні Бжозе Бродницького повіту Куявсько-Поморського воєводства.
Населення — 256 осіб (2011).
У 1975-1998 роках село належало до Торунського воєводства.

## Демографія
Демографічна структура станом на 31 березня 2011 року:
|          | Загалом | Допрацездатний вік | Працездатний вік | Постпрацездатний вік |
| -------- | ------- | ------------------ | ---------------- | -------------------- |
| Чоловіки | 120     | 28                 | 81               | 11                   |
| Жінки    | 136     | 34                 | 71               | 31                   |
| Разом    | 256     | 62                 | 152              | 42                   |